# Мак-Гивни, Майкл
Блаженный Майкл (Михаи́л) Джей (Ио́сиф) Мак-Гивни  (англ. Michael J. (Joseph) McGivney, 12 августа 1852 года, США — 14 августа 1890 года) — католический священник, основатель католического движения «Рыцари Колумба», причислен к блаженным 31 октября 2020 года.

## Биография
Майкл Мак-Гвини родился в семье ирландского эмигранта. В 1868 году Майкл Мак-Гивни поступил в Духовную семинарию в Квебеке, Канада. С 1871—1872 гг. Майкл Мак-Гивни одновременно обучался в Ниагарском университете и семинарии в Балтиморе, Мэриленд, США. В 1873 году после смерти отца Майкл Мак-Гивни был вынужден оставить своё обучение и вернуться домой, чтобы поддерживать своих братьев и сестёр. Позже он вернулся в семинарию и после её окончания 22 декабря 1877 года был рукоположен в священника в Балтиморе.
2 февраля 1882 года, будучи викарием в церкви Пресвятой Марии в городе Нью-Хейвен, штат Коннектикут, Майкл Мак-Гивни вместе с несколькими прихожанами основал благотворительную организацию «Рыцари Колумба», которая в дальнейшем приобрела широкое распространение в США. В 1890 году в возрасте 38 лет Майкл Мак-Гивни умер от пневмонии.
В 2008 году американский кинорежиссёр Фредерик Хобрич снял художественный фильм «Father McGivney» о жизни священника.

## Прославление
В 1996 году архиепископ Хартфорда начал процесс расследования жизни Майкла Мак-Гивни с целью дальнейшей его беатификации. В 2000 году епархиальное исследование было закрыто, и дело о беатификации было передано в Ватикан в Конгрегацию по канонизации святых. 15 марта 2008 года Римский папа Бенедикт XVI подтвердил героические добродетели Майкла Мак-Гивни и начал процесс беатификации, причислив Майклу Мак-Гивни статус «Досточтимый слуга Божий».

## Источник
- Brinkley, Douglas; Julie M. Fenster (2006-01-10). Parish Priest: Father Michael McGivney and American Catholicism. William Morrow Publishers. ISBN 978-0-06-077684-8.